# Señal Santa Fe
Señal Santa Fe es la productora de contenidos audiovisuales, multimedia, transmedia y web del Ministerio de Cultura de la Provincia de Santa Fe. Se creó en 2008 y desde 2011 sus contenidos se distribuyen de manera ininterrumpida en toda la provincia de Santa Fe en múltiples medios y soportes.

## Historia

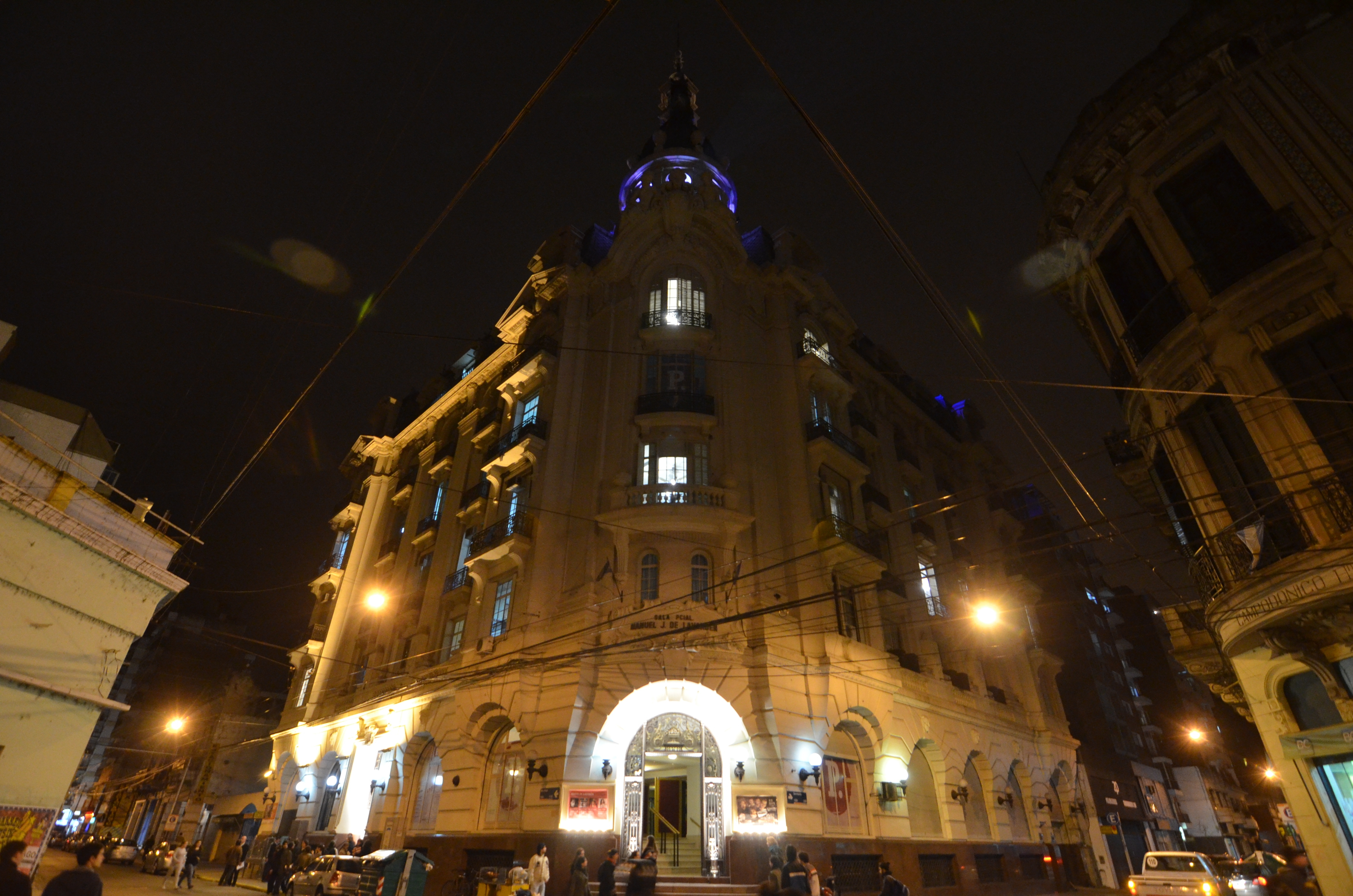
Plataforma Lavardén, Ubicación de la oficinas de Señal Santa Fe

En 2008 se crea el programa de gobierno que establece la formación de Señal Santa Fe. Ese mismo año comienzan los rodajes de los primeros ciclos audiovisuales: Parte del Plato, Color Natal, La Canción de Lugar y Sopa de Sapo. Tienen por objetivo dar cuenta de la historia, las costumbres y las expresiones de toda la provincia.
La iniciativa nace en el contexto de promoción de la industria audiovisual local junto a otros proyectos similares como el programa Espacio Santafesino a nivel provincial; a nivel nacional Canal Encuentro, Paka Paka; y el fortalecimiento de los concursos INCAA. Todos ellos forman parte de una gran transformación en la calidad narrativa y técnica de la industria audiovisual de la provincia de Santa Fe.
A principios de 2011 pasa a formar parte de la Asociación de Televisiones Educativas y Culturales Iberoamericanas (ATEI). El 4 de julio de ese año comenzó a distribuirse por satélite a más de 70 canales de cable de la provincia que emitían, de lunes a viernes, una franja de programación diaria. La franja presentaba producciones originales propias y también producciones realizadas en toda Iberoamérica, que formaban parte de la red ATEI.
Desde septiembre de 2012, a partir de convenios firmados con redes de cableoperadores y el Banco Audiovisual de Contenidos Universales Argentinos, llega a más de un millón de hogares.
Con la creación de la empresa pública Radio y Televisión Santafesina Sociedad del Estado, en 2016, 5RTV pasó a ser su principal pantalla. A partir de 2019 Señal Santa Fe tiene una franja horaria fija en Santa Fe Canal (ex 5RTV).
Parte del contenido generado por la productora es utilizado por el Ministerio de Educación de Santa Fe como material educativo en las escuelas de la provincia.

## Características
Las realizaciones son dirigidas a todo público y de contenido educativo y cultural; producidas en todo el territorio santafesino. El arte, la geografía, las costumbres, la ciencia, la literatura, la producción, la inclusión social y la ficción son parte de la programación. 
Todo el contenido de Señal Santa Fe puede ser consultado en su sitio web y en su canal de Youtube.

## Derechos Humanos
Entre la variedad de producciones, se destacan aquellas relacionadas con los derechos humanos. Entre 2009 y 2010, Señal Santa Fe registró en Santa Fe y Rosario los primeros juicios orales y públicos por delitos de lesa humanidad cometidos durante la dictadura cívico-militar, entre 1976 y 1983. El material dio forma a dos ciclos: Los días del juicio y Proyecciones de la memoria, que reconstruyen las audiencias, el relato de los testigos y el trabajo de jueces, abogados y fiscales.
En 2011, coproduce junto a Canal Encuentro El caso Melincue, ciclo que narra la historia de cómo los cuerpos de Yves Domergue y de Cristina Cialceta, asesinados en 1976 y abandonados en un campo en Melincué, recuperan su identidad gracias a la investigación de un grupo de estudiantes de secundaria.
A partir de un proyecto de HIJOS Rosario y la Asociación Abuelas de Plaza de Mayo, en 2016, se produce el ciclo de microprogramas "Un aire a vos. Los nietos que buscamos". La serie relata la búsqueda de jóvenes apropiados durante el terrorismo de Estado, la historia de las familias que fueron víctimas y la de sus hijos, que aún hoy desconocen su verdadera identidad. También junto a Abuelas de Plaza de Mayo, en 2019, realizó el proyecto La Ronda, un espacio de investigación y realización de cortometrajes llevado adelante por alumnos de escuelas secundarias de la provincia, con eje en la identidad y la memoria.
En 2016, se estrena La arquitectura del crimen, un largometraje documental que da cuenta de las modificaciones arquitectónicas realizadas sobre el centro clandestino de detención "Servicio de Informaciones" que funcionaba en el edificio de la ex jefatura de policía, en pleno centro de Rosario. Las modificaciones tenían como objetivo confundir el relato de las víctimas y de esa forma ocultar las huellas de los delitos que se cometieron en ese edificio durante la dictadura militar.

## Laboratorio audiovisual de documental de creación
Como parte de las tareas de capacitación, Señal Santa Fe realizó entre 2016 y 2019 tres laboratorios orientados a la creación de documentales, de los que surgieron nueve producciones. Las instancias formativas se realizaron con la coordinación de directores reconocidos como Albertina Carri y Hernán Khourian. En 2017 y 2018, la propuesta incluía formación y desarrollo de los proyectos, preproducción, producción, realización, posproducción y estreno. En 2019 consistió en un premio en dinero para el desarrollo de los proyectos.

## Encuentros y muestras
En 2012, Señal Santa Fe fue organizador del VIII Asamblea General de la Asociación de Televisiones Educativas y Culturales Iberoamericanas (Atei), de la que forma parte desde su creación. En el mismo evento se llevó adelante la II Muestra Iberoamericana de Programas de Televisión Educativa, Cultural e Infantil.  
En 2019, Señal Santa Fe realiza la primera edición de la Muestra Internacional de Cine Documental Micdoc, con el objetivo de abrir un espacio de exhibición, formación y debate para el documental de creación.

## Programas realizados
| Título                                             | Primera emisión | Tipo         | Programas |
| -------------------------------------------------- | --------------- | ------------ | --------- |
| Parte del Plato (primera temporada)                | 2009            | Ciclo        | 14        |
| La Canción del lugar                               | 2009            | Ciclo        | 13        |
| Sopa de Sapo                                       | 2009            | Micros       | 8         |
| Libronautas                                        | 2009            | Micros       | 15        |
| La magia itinerante                                | 2009            | Unitario     | 1         |
| La noche azul                                      | 2009            | Unitario     | 1         |
| Cadáver exquisito                                  | 2010            | Micros       | 8         |
| Bajo el mismo cielo                                | 2010            | Unitario     | 1         |
| Cartas desde Sancti Spíritus                       | 2010            | Unitario     | 1         |
| Memoria del suelo                                  | 2010            | Ciclo        | 8         |
| Inventando maravillas. El Molino. Fàbrica cultural | 2011            | Unitario     | 1         |
| Sale el tren. La redonda. Arte y vida cotidiana    | 2011            | Unitario     | 1         |
| Mi propia peli (primera temporada)                 | 2011            | Micros       | 7         |
| Una vuelta más                                     | 2011            | Ciclo        | 7         |
| En el centro                                       | 2011            | Ciclo        | 2         |
| Entrelazados                                       | 2011            | Ciclo        | 4         |
| El caso Melincué                                   | 2011            | Ciclo        | 4         |
| De cabeza. Viaje al centro de la ciencia           | 2011            | Micros       | 8         |
| Diversos Universos                                 | 2011            | Micros       | 6         |
| Color natal                                        | 2011            | Ciclo        | 13        |
| Traemos canciones                                  | 2011            | Unitario     | 1         |
| Paraná, biografìa de un río                        | 2011            | Ciclo        | 13        |
| Proyecciones de la memoria                         | 2011            | Ciclo        | 3         |
| Los días del juicio                                | 2011            | Ciclo        | 4         |
| Mundos rodantes                                    | 2012            | Micros       | 4         |
| Todos bajo una misma bandera                       | 2012            | Unitario     | 1         |
| Archivos santafesinos                              | 2012            | Ciclo        | 5         |
| Planeta Santa Fe                                   | 2013            | Micro        | 1         |
| Querer, creer, crear                               | 2013            | Ciclo        | 4         |
| Familias solidarias                                | 2014            | Unitario     | 1         |
| Mi propia peli (segunda temporada)                 | 2014            | Micros       | 23        |
| Van. De viaje al mundo joven                       | 2014            | Micros       | 6         |
| Al sur de la historia                              | 2014            | Micro        | 1         |
| Somos río                                          | 2014            | Unitario     | 1         |
| Te sigo desde el VHS                               | 2014            | Unitario     | 1         |
| Secretos del mar dulce                             | 2014            | Unitario     | 1         |
| Rescate en la llanura.                             | 2014            | Unitario     | 1         |
| Parte del plato (segunda temporada)                | 2014            | Ciclo        | 4         |
| Un aire a vos. Los nietos que buscamos             | 2014            | Micros       | 7         |
| Vecinos                                            | 2014            | Ciclo        | 4         |
| DEC Democracia en construcción                     | 2014            | Ciclo        | 4         |
| Olimpibes                                          | 2015            | Micros       | 5         |
| Más que uno                                        | 2015            | Micros       | 8         |
| Un cielo imaginado                                 | 2015            | Unitario     | 1         |
| Rìo de las calabazas                               | 2015            | Ciclo        | 4         |
| El viaje de Gaia                                   | 2015            | Largometraje | 1         |
| La arquitectura del crimen                         | 2016            | Largometraje | 1         |
| Toublanc                                           | 2017            | Largometraje | 1         |
| Los movimientos                                    | 2017            | Unitario     | 1         |
| Los transmisores                                   | 2018            | Unitario     | 1         |
| Los ojos nuevos                                    | 2019            | Unitario     | 1         |
| Pyaar aur sapane                                   | 2019            | Unitario     | 1         |
| Nonot Llalcaipí                                    | 2019            | Unitario     | 1         |
| Suena Gallardo                                     | 2021            | Micros       | 6         |
| Modo Inquieto                                      | 2021            | Micros       | 6         |
| Antología - Chamamé en Santa Fe                    | 2021            | Micros       | 11        |
| Sesiones                                           | 2023            | Micros       | 6         |
| Intro                                              | 2023            | Micros       | 6         |

## Premios
Fund TV
| Año  | Ganador           | Rubro                          |
| ---- | ----------------- | ------------------------------ |
| 2012 | Memoria del Suelo | Interés General                |
| 2012 | De Cabeza         | Ciencia, Naturaleza y Ambiente |
| 2012 | Entrelazados      | Premio especial Signis         |

Martín Fierro Federal
| Año  | Ganador     | Rubro    |
| ---- | ----------- | -------- |
| 2012 | Libronautas | Infantil |